# The Right to Love
Pour plus de détails, voir Fiche technique et Distribution.
The Right to Love est un film américain réalisé par Richard Wallace, sorti en 1930.

## Synopsis
Une femme apprend qu'elle est une enfant illégitime.

## Fiche technique
- Titre : The Right to Love
- Réalisation : Richard Wallace
- Scénario : Zoe Akins d'après le roman de Susan Glaspell
- Photographie : Charles Lang
- Musique  W. Franke Harling, Karl Hajos
- Société de production : Paramount Pictures
- Pays de production : États-Unis
- Format : Noir et blanc - Mono
- Genre : drame
- Date de sortie : 1930

## Distribution
- Ruth Chatterton : Brooks Evans / Naomi Kellogg
- Paul Lukas : Eric
- David Manners : Joe Copeland
- Irving Pichel : Caleb Evans
- Oscar Apfel : William Kellogg
- Robert Parrish : Willie